# Рожков, Григорий Ефимович
Григо́рий Ефи́мович Рожко́в (1864 — 1937) — член III Государственной думы от Ставропольской губернии, крестьянин.

## Биография
Православный, крестьянин села Пеньки Моршанского уезда Тамбовской губернии.
Окончил сельскую школу. Во время революции 1905—1907 годов с семьей переселился в село Петропавловское Прасковейского уезда Ставропольской губернии. Занимался земледелием (16 десятин надельной земли). До избрания в Думу был волостным старшиной.
В 1907 году был избран в члены III Государственной думы от Ставропольской губернии съездом уполномоченных от волостей. Входил в Трудовую группу. Состоял членом комиссии по делам православной церкви. Неоднократно поднимал вопрос о снабжении питьевой водой крестьян, живущих в полупустынных районах Ставропольской губернии. Во время обсуждения сметы расходов Святейшего Синода выступил с осуждением морального разложения духовенства, чем вызвал негодование оппонентов и был лишён слова. В июне 1912 года, в числе 200 членов Государственной думы, присутствовал на аудиенции у императора Николая II, за что был исключён из Трудовой группы.
По окончании срока депутатских полномочий вернулся в Петропавловское. Добился создания при землеустроительной комиссии гидротехнического отдела, на собственные средства соорудил большой колодец для общественного пользования.
В 1919 году переехал в окрестности Железноводска, где организовал агрокультурную артель из шести семей. Дважды арестовывался Пятигорской ЧК: в 1921 году был отпущен за недоказанностью вины, а затем отправлен в шестимесячную ссылку на вольное поселение. По возвращении работал плотником на Железноводском молочном заводе. В 1935 году вступил в профсоюз, из которого вскоре был исключён как бывший член Государственной думы. Обратившись с жалобой в Москву, добился своего восстановления.
13 сентября 1937 года был вновь арестован, при обыске среди прочего изъяты были карта-план зала Таврического дворца и книга Ленина со статьёй, в которой упоминался Рожков. В том же месяце был приговорён к расстрелу и расстрелян (по другим данным в 1938 году).